# Alonso Tito Atauchi
Carlos Alonso Tito Atauchi (Cusco, 1532 - 1573) fue un príncipe inca, descendiente de Huayna Cápac, uno de los personajes indígenas más sobresalientes del temprano Cuzco colonial.[cita requerida]

## Primeros años
Nació en Cuzco. Fue el único hijo sobreviviente de Inca Huáscar. Perteneciente a la Panaka de Tumibamba lo que lo hizo acreedor de las tierras de su abuelo Huayna Cápac en Urubamba. En 1552, junto a sus parientes, Felipe Tupayupanqui y Juana Marca Chimbo, hizo una petición para que se le haga merced y amparo de sus tierras.[cita requerida]

por ser basallos leales y fieles como lo hemos manifestado en las batallas y descenciones que hubo en la conquista ayudamos a la pasificacion y sugesion.

## Alcalde Mayor de los Cuatro Suyos
Sólo tenía 21 años, cuando delató al traidor Francisco Hernández Girón y precipitó su caída, se dice incluso que llevó un ejército de 4.000 soldados indígenas para derrotar al rebelde en la batalla de Pucará (1554). [cita requerida]
En mérito a esta acción, por Real cédula del 20 de octubre de 1555, dada en Bruselas, se le otorgaba: [cita requerida]

por el gran conocimiento y grandes servicios que en aver preso al dicho Francisco Fernandez Xiron el dicho don Alonso Tito Atauche Ynga nuestro leal basallo y buen Christiano le avemos elexido y señalado por nuestro alcalde Mayor de los quatro suyos para que haga y administre justicia y alzando vara alta pueda a los nuestros sujetos y vasallos y para que asimesmo entienda en hacer y ordenar justicia y castigar los ynobedientes y aver todo lo de mas que convenga para el sosiego quietud ynoblecimiento de esas provincias...

En 1559, al descubrirse la momia de su abuelo, Alonso estaba a cargo de los 50 indios que servían a la momia. Trasladados los restos a Lima, se le permitió mantener a esos indios como sirvientes personales.[cita requerida]
En 1561, Sayri Túpac murió entre sospechas de envenenamiento. Se cree que Atauchi, Francisco Chilche y Carlos Inca fueron los artífices con el fin de apoderarse de sus tierras, aunque jamás pudo demostrarse.

## Propiedades
En la petición de 1552, antes mencionada, se nombran como sus posesiones: [cita requerida]
- En el Cuzco, partiendo de Colcampata, donde tenía su casa y 9 topos de tierra que lindan con solares de Carlos Inca.
- En Anta, las estancias de Amparaque, Mollepata, Pucamarca y Chillipahua.
- En Urubamba, tierras de maíz y salinas, en Maras y tierras de papas, en Chinchero.
- En Paucartambo, tierras en Chimor con 20 indios yanaconas.
- En Paruro, las tierras de Quimparcocha, Parpaguay, Chuquichecta, Urcocahuarumi y Pataurco.
- En La Convención, tierras en Amaybamba y Guayopata.

## Matrimonio y descendencia
A semejanza de su primo Carlos Inca, Alonso se desposó con una dama española, Constanza de Castilla Cava, hija de Baltazar de Castilla, encomendero de Parinacochas e hijo de Guillén Peraza, conde de La Gomera. Era además descendiente directa del rey de Castilla y León, Rey Pedro I.[cita requerida] 
Tuvo dos hijos:
- Sebastián Ninancuyuchi, con descendencia femenina.
- Alonso de Castilla Tito Atauchi, II. alcalde mayor de los Cuatro Suyos, gobernador y cacique principal de Paucartambo, con descendencia ilegítima.